# Gizmodo
Gizmodo — популярный технологический новостной сайт, который был основан в 2002 году Питером Рохасом. Сайт быстро завоевал популярность благодаря своей способности предоставлять качественные обзоры и новости о новейших гаджетах, технологиях, науке и научной фантастике. В течение своей истории Gizmodo не раз менял владельцев, и каждое новое руководство стремилось расширить его влияние в сфере технологической журналистики.

## История
Gizmodo известен своими обзорами, аналитикой и эксклюзивными новостями, часто становясь источником международных обсуждений, как это было в случае с утечкой прототипа iPhone 4 в 2010 году. Сайт продолжает оставаться авторитетным источником в мире технологий, благодаря чему его аудитория и влияние постоянно растут. В течение месяца сайт просматривают порядка 11,5 миллионов раз, и сайт находится в топ-10000 сайтов мира.
Gizmodo был запущен как блог в 2002 году. К середине 2004 года Gizmodo и Gawker вместе приносили доход примерно в 6500 долларов в месяц.
В феврале 2011 года у сайта произошли большие изменения в дизайне.
В 2013 году Мэтт Новак перенёс свой блог Paleofuture на Gizmodo из Smithsonian.
В 2015 году блог от Gawker, io9, был объединён с Gizmodo.
В августа 2016 года Gizmodo стал собственностью Univision Communications, когда они приобрели Gawker Media. Univision, в свою очередь, продала Gizmodo и ряд дочерних веб-сайтов частной инвестиционной компании Great Hill Partners в 2019 году.
В 2024 году вновь сменил владельца, перейдя под управление европейской медиа-компании Keleops.

## Техническая информация
| Название страны  | Посетители | Рейтинг сайта в стране      |
| ---------------- | ---------- | --------------------------- |
| США              | 66,07%     | 1850                        |
| Канада           | 5,73%      | 2479                        |
| Великобритания   | 4,69%      | 4677                        |
| Испания          | 3,89%      | 3503                        |
| Австралия        | 1,52%      | 6184                        |
| Остальные страны | 18,1%      | Общий рейтинг в мире — 7358 |